# Cahors Rugby
Maillots
Actualités
Cahors Rugby, anciennement Stade cadurcien et Cahors XV, est un club de rugby à XV français basé à Cahors, préfecture du Lot .
Il évolue lors de la saison 2024-2025 en Fédérale 2. C'est le club sportif le plus important de la ville.
Le club a évolué dans l’élite du rugby français entre 1956 et 1971, puis entre 1975 et 1977, disputant 2 quarts de finale du championnat de France en 1962 et 1963.

## Historique

### Les débuts
Le club est créé en 1908. Il dispute son premier match de championnat en 1912.

#### Champion de France de deuxième division 1955
L'ancien toulousain André Melet est le nouvel entraîneur du club à partir de la saison 1954-1955.
Il engage notamment le futur pilier international Alfred Roques et son ancien coéquipier toulousain Yves Noé.
Cahors remporte le championnat de France de deuxième division en 1955 contre Hendaye accédant ainsi en première division. En quatre années, les joueurs de Cahors vont passés de la deuxième division aux premiers rangs du rugby français sous la direction d'André Melet.
C’est le début d’une très belle période pour le club de la préfecture du Lot.

### Huit qualifications consécutives pour les phases finales (1956-1963)
Pour sa première saison dans l'élite en 1956, le club se qualifie pour les seizièmes de finales qu’il perd contre l'US Dax par 13 à 3.
Cahors va ensuite rapidement s’afficher comme un gros morceau du championnat.
L’année suivante en 1957, il perd de justesse en huitième de finale contre Perpignan 6-5.
Le huit de devant composé de Roques, Gomar, Lafitte, Fages, Cancel, Combeau, Noé et Gobert ainsi que l'arrière Agasse sont alors le point fort de l'équipe.
En février 1958, 12 000 spectateurs assistent à la réception de Lourdes à Cahors.
Cahors atteint cette année là les seizièmes de finale du Championnat.

#### Vainqueur du challenge de l’espérance 1959
Cahors, vainqueur de SC Graulhet en finale remporte aussi le challenge de l'Espérance en 1959, année où Cahors atteint encore les seizièmes de finale du Championnat.
En 1960, le cap des seizièmes est franchi grâce à une victoire 14-3 sur Limoges.
Cahors est ensuite battu par Lourdes 10-3 en huitième de finale.
Le club, perd par contre son titre en challenge de l'Espérance, battu en finale par Chambéry.

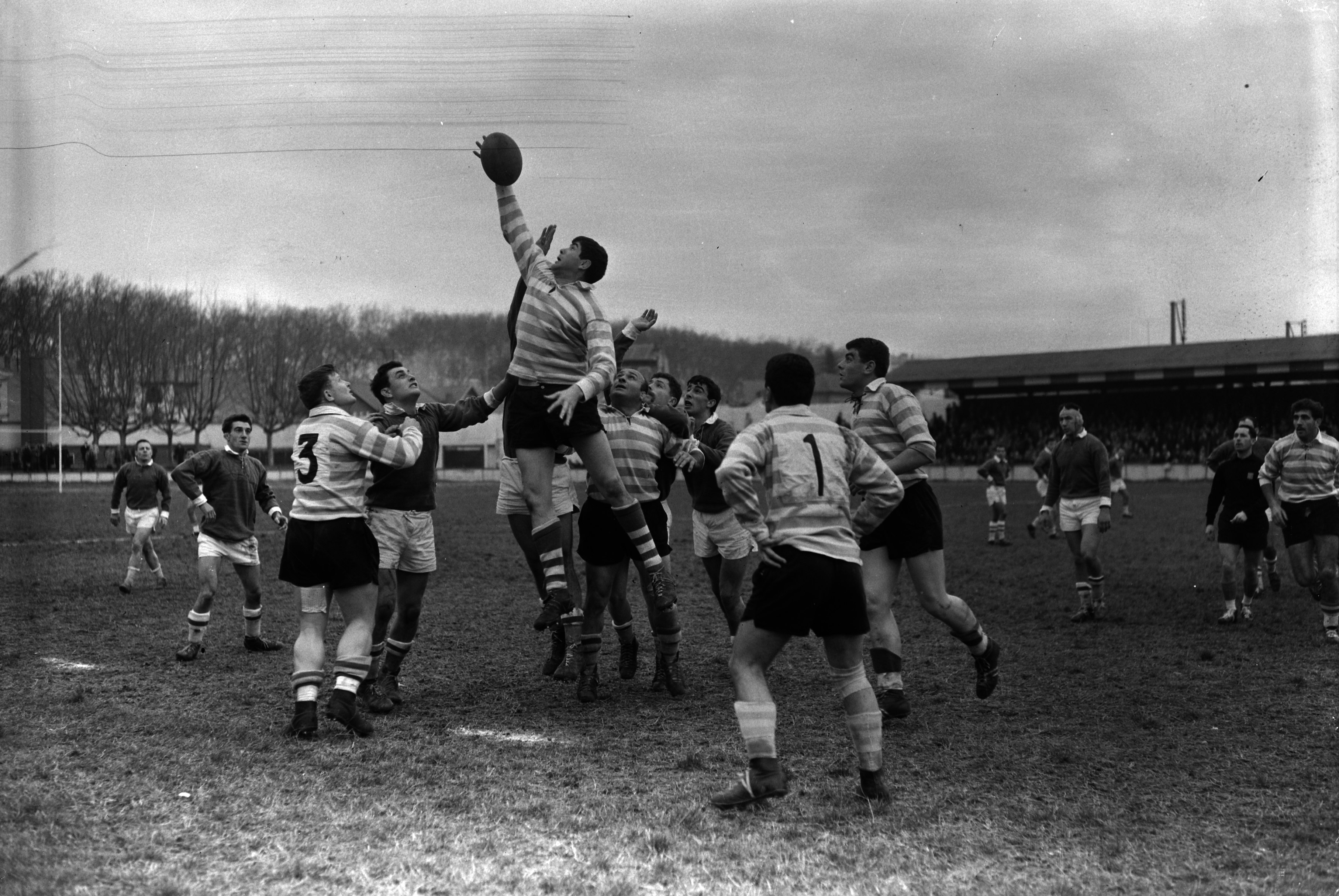
Victoire de Cahors sur le terrain du TOEC 11 à 6 à Toulouse pour le compte du Championnat 1960-1961. Cahors l’avait également emporté dans le Lot.

Deuxième de sa poule derrière Dax, Cahors hérite d'un adversaire plus modeste en seizième de finale mais ne se qualifie devant Saint-Claude qu'au bénéfice du meilleur classement en matchs de poules après un score de 0-0.
L'aventure prend fin la semaine suivante après une défaite en huitième de finale 8-3 devant CA Brive.

#### Deux quarts de finale du championnat consécutifs en 1962 et 1963
Cahors va ensuite réaliser ses meilleurs saisons en 1962 et 1963.
En 1962, il termine premier de sa poule devant le Stade montois, battu 18-0 à Cahors avant de se hisser en quart de finale, battu de peu par l'AS Béziers 3 à 0.
En 1963, Cahors, malgré le départ de son futur international Roger Fite termine à nouveau premier de sa poule, ne concédant qu’une seule défaite en 14 matchs de poule, mais sera éliminé en quart de finale par Lourdes, trop crispé par l’enjeu après un match fermé.
Le club est aussi la même année finaliste du challenge Antoine Béguère, battu encore par Lourdes 5-3 et du Challenge de l’espérance, battu par La Voulte au nombres d'essais après un score nul 11-11.

### Départ des internationaux et dernières saisons dans l'élite (1963-1971)
Après le départ d’Alfred Roques en 1964, le club de Cahors va peu à peu rentrer dans le rang, flirtant même avec la relégation en 1967, terminant dernier de sa poule, avant de disputer un dernier huitième de finale en 1969 perdu contre le CA Bègles pourtant moins bien classé en poule et battu tant à l’aller qu’au retour.
Cahors est relégué après une saison 1971 catastrophique ne récoltant qu’une seule victoire (sur Agen) en 14 rencontres.

### Descente en deuxième division (1972 à 1974)
Il faudra 3 ans à Cahors pour retrouver la première division.
Il loupe de peu la remontée immédiate, battu par Limoges, tout comme en 1973 contre Sorgues à chaque fois lors du match décisif.
La troisième fois est la bonne avec une victoire contre Decazeville qui assure la remontée.

### Entre groupe A et groupe B (1975-1997)
Cahors fait ensuite l’ascenseur entre le groupe A réduit à 40 clubs et où il joue lors de la saison 1976/1977, et le groupe B où il se stabilise ensuite.

#### Cahors forme quatre futurs internationaux
Descendu en deuxième division (le troisième niveau hiérarchique du rugby français) au milieu des années 1980, il accède à la finale de son championnat perdu contre le Lyon OU en 1989.
Cahors peut se targuer d’avoir formé Denis Charvet, Philippe Benetton, Abdelatif Benazzi ou encore David Auradou, 4 futurs internationaux français.
Le club dispose à cette époque d’autres éléments majeurs ayant joué en première division comme Joël Stransky, Rob Liley, Célestin N'Gbala et Dominique Appy.

#### Cahors manque de peu la remontée et laisse passer le train du rugby professionnel
Cahors loupe toutefois de justesse la remontée dans l’élite en 1994, battu en quart de finale du championnat groupe B d’un point 19-18 par Mandelieu puis lors du match de barrage contre Valence d’Agen.
Il descend 3 ans plus tard en fédérale 2.

### De 1998 à aujourd’hui
Le 11 janvier 2009, le club est endeuillé par la disparition du tongien Féao Latu du CA Périgueux sur son terrain de Lucien-Desprats à Cahors qui décède d'un malaise cardiaque à l'âge de 28 ans.

## Logo

Évolution du logo
Ancien logo.
Logo abandonné en 2013.
Logo depuis 2013.

## Palmarès
- Championnat de France de deuxième division :
  - Champion (1) : 1955
  - Vice-champion (1) : 1989
- Championnat de France de Fédérale 2 :
  - Champion (2) : 2003 (contre Villefranche/ Saone à Issoire 22-19) (Montée en Fédérale 1), 2025 (contre l'US Vinay à Issoire 29-19) (Montée en Fédérale 1),
- Challenge de l'Espérance :
  - Vainqueur  (1) : 1959
  - Finaliste  (3) : 1960, 1963 et 1965
- Challenge Béguère :
  - Finaliste  (1) : 1963 (FC Lourdes 3 à 5)
- Challenge de l'Essor :
  - Finaliste (1) : 1988

## Personnalités du club

### Présidents
- 2007-2010 :  Jérôme Prévost
- 2010-2012 :  Marc Lecuru
- 2012-2016 :  Vincent Bouillaguet
- 2016-2018 :  François Sudreau
- 2018-2019 :  François Sudreau et  Didier Valade
- 2019- :  Didier Valade

### Entraîneurs
- 1954-1958 :  André Melet
- 2010-2011 :  Christophe Jarosz et  Lilian Estrade
- 2016-févr. 2019 :  Thierry Savio (avant) et  Christian Gajan
- Févr.-mai 2019 :  Emmanuel Rodrigues et  Christophe Jarosz
- 2019-2021 :  Éric Decharme et  Olivier Lannes
- Juil.-sept. 2021 :  Emmanuel Rodrigues et  David Penalva
- Sept. 2021- mai 2022 :  Julien Sidobre et  Emmanuel Rodrigues
- Sept. 2022 - Juin 2024 :  Jérôme Arru et  Emmanuel Rodrigues
- Depuis Juillet 2024 - :  Vincent Debaye et  Fabrice Vignals

### Joueurs emblématiques

#### Internationaux français sous les couleurs de Cahors
Seuls trois joueurs ont été capés pour l'équipe de France alors qu'ils portaient les couleurs cadurciennes :
- Bernard Momméjat (22 sélections)
- Alfred Roques dit « le pépé du Quercy » (30 sélections)

#### Internationaux français passés par Cahors
Momméjat et Roques sont de la tournée victorieuse en Afrique du Sud en 1958. Ils jouent en tout dix matchs ensemble sous le maillot bleu. D'autres sont devenus internationaux après être passés par Cahors :
- Roger Fite
- David Auradou
- Abdelatif Benazzi
- Philippe Benetton
- Denis Charvet
- Jacques Merquey
- Eric Bertrand

#### Internationaux étrangers sous les couleurs de Cahors
- Gilbert Bado participe à la Coupe du monde 1995 avec la Côte d'Ivoire.
- Célestin N'Gbala dispute la Coupe du monde 1995 avec la Côte d'Ivoire.
- Lucien Niakou participe à la Coupe du monde 1995 avec la Côte d'Ivoire.

#### Internationaux étrangers passés par Cahors
Il est devenu international après être passé par Cahors :
- Joel Stransky est Champion du monde 1995 avec l'Afrique du Sud

#### Autres joueurs emblématiques
- Yves Noé
- Roger Fite
- Dominique Harize est international français de 1975 à 1977 avant de rejoindre le stade cadurcien en 1986.
- Rob Liley[8]

## Aspects économiques

### Budget
- 2007-2008 : 1 000 000 €[9]
- 2008-2009 : 800 000 €[9]
- 2009-2010 : 750 000 €[10]
- 2015-2016 : 500 000 €[11]

### Partenaires maillot
- Paprec Group, Foie Gras Martegoute, Thouron, Crédit Agricole, DV Diffusion, Renault, POPITA, AXA, LFC Courtage, Lacassagne, V&B, La Boutique du Menuisier et @com. Le club s’appuie également sur de très nombreux partenaires et mécènes fidèles depuis plusieurs années.